# Don’t Be Cruel
Don’t Be Cruel – piosenka napisana przez Otisa Blackwella, którą w 1956 roku nagrał Elvis Presley. Wytwórnia RCA wydała ją jako singiel wraz z utworem „Hound Dog” 13 lipca 1956 r. Chociaż obie piosenki znalazły się wysoko w rankingach list przebojów, to wydano je później jedynie formie EP. Był to pierwszy singiel, który znalazł na szczycie wszystkich trzech list przebojów magazynu Billboard: pop, rhythm & blues oraz country & western. Acclaimed Music uznał ją za piątą najlepszą piosenkę 1956 roku.
W 2004 roku magazyn Rolling Stone sklasyfikował utwór na 197. miejscu listy 500. najlepszych piosenek wszech czasów.

## Historia
2 lipca 1956 roku w studiu RCA w Nowym Jorku, odbyła się sesja, podczas której Elvis nagrał „Don’t Be Cruel”. Towarzyszył mu stały zespół w składzie: Scotty Moore (gitara prowadząca), Bill Black (bas), D.J. Fontana (perkusja) oraz grupa Jordanaires, która wspomagała partie wokalne. Gotowy materiał trafił do producenta Stevea Sholesa z RCA. Studio nagraniowe ujawniło, że wszystkie piosenki Elvis przygotował sam, co potwierdzili członkowie zespołu. Sam wybrał utwór, przerobił tekst, muzykę oraz aranżację na pianinie i wraz z zespołem nagrał dwadzieścia osiem wersji Don’t Be Cruel (numer 28 pojawił się na wydanym singlu). Podczas tej samej sesji zarejestrował jeszcze trzydzieści jeden wersji „Hound Dog” (numer 31 widnieje na zapisie) oraz utwór „Any Way You Want Me”.
Pierwszy raz Elvis i jego zespół wykonali ją podczas nagrania dla telewizji 9 września 1956 roku w programie Ed Sullivan Show. Później grali ją jeszcze dwukrotnie, 28 października tego samego roku i 6 stycznia 1957 r..
Singiel znalazł się na pierwszym miejscu listy przebojów magazynu Billboard 18 sierpnia 1956 r. i przez jedenaście tygodni utrzymywał się na szczycie.

## Inne wersje
Wielki sukces jaki odniósł „Don’t Be Cruel” w wykonaniu Elvisa Presleya, zainspirował dziesiątki wykonawców na całym świecie do włączenia go do swojego repertuaru lub nagrania własnej wersji.
- Billy Swan – jego piosenka w 1975 r. zajęła 4. pozycję na szwajcarskich poplistach.
- Keith Richards – własną wersję nagrał w latach 70.
- Jody Miller – nagrana przez nią piosenka znalazła się w 1971 r. na albumie He’s So Fine.
- Cheap Trick – ich utwór Don’t Be Cruel z 1988 r. był na 4 pozycji w Stanach Zjednoczonych.
- The Judds – nagrany przez nich w 1987 r. cover dotarł na 10. miejsce listy przebojów country.
- Merle Haggard – w 1977 r. umieścił Don’t Be Cruel na swoim albumie My Farewell To Elvis.
- Ringo Starr – własną wersję wydał w latach 90.
- Jerry Lee Lewis – nagrał swoją interpretację w 1958 r.
- Mike Berry – jego wersja z 1975 r. znalazła się na 14. miejscu na holenderskiej liście przebojów.
- John Lennon
- Jackie Wilson
- Neil Diamond
- Shuman & Angel-Eye